# Elijah Molden
Elijah Molden (West Linn, Oregón, 30 de enero de 1999) es un jugador profesional estadounidense de fútbol americano que se desempeña en la posición de cornerback en Tennessee Titans, equipo de la National Football League (NFL).

## Carrera
Fue seleccionado en la tercera ronda en la Reunión Anual de Selección de Jugadores de la NFL de 2021. Hizo su debut profesional con el equipo Tennessee Titans, donde lleva jugando tres temporadas.